# Карл Шестрем

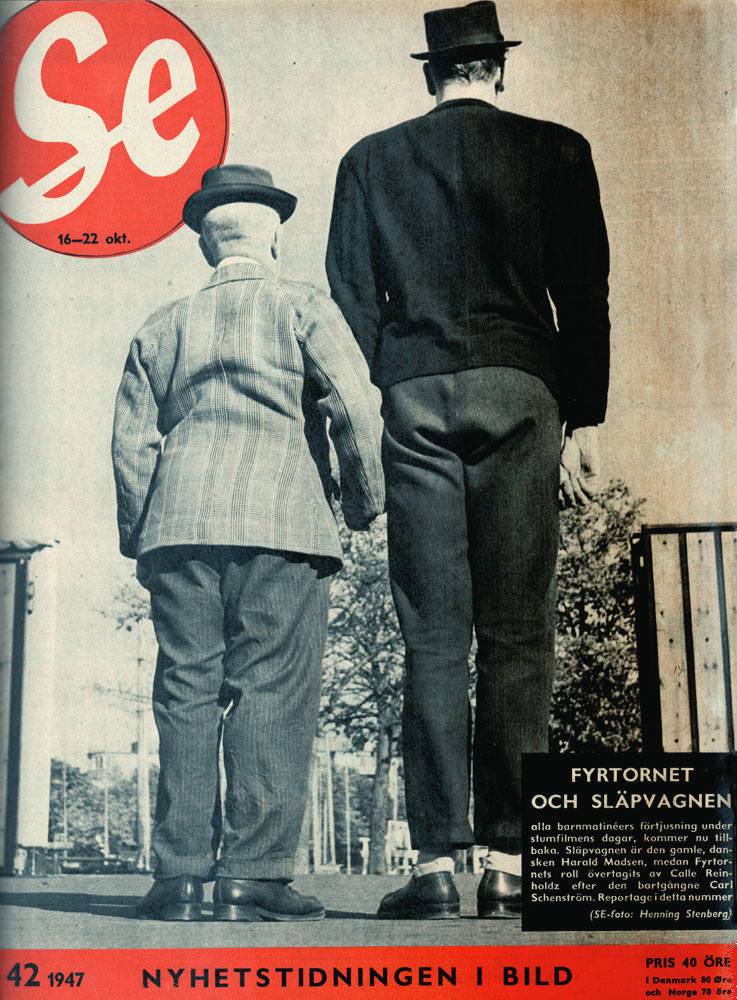
Обложка журнала 1947 года: Пат и Паташон

Карл Шенстрьом (Карл Георг Харальд Шенстрьом, англ. Karl Georg Harald Schenstrøm; 13 листопада 1881 — 10 квітня 1942) — данський актор німого кіно, учасник дуету Пат і Паташон.

## Біографія
Народився 13 листопада 1881 а в Копенгагені в артистичній цирк овой родині.
У 1889 році разом з сім'єю переїхав до Чикаго (США), де навчався у школі.
У 1893 повернувся в Данію. Навчався на палітурника.
З 1904 року Шенстрьом — актор театру  Nørrebros .
У кіно почав зніматися з 1909 року — «Діти як благодійник» (режисер Вігго Ларсен). Також працював з данським режисером Августом Бломом. У 1919 році знімався з Астой Нільсен і Хольгер-Медсен.
У 1921—1940 роках знімався в дуеті з актором Гаральдом Мадсеном, з яким склав комічну пару, яка виступала під псевдонімами Пат і Паташон. У 1921—1932 роках всі фільми за участю Пата і Паташон ставив режисер Лау Лаурітцен-старший. У 1935—1940 роках вони знімалися в Німеччині і Австрії, з 1940 року — в Данії.
У 1940—1942 роках Карл Шенстрьом виступав у цирку  Scott .
Помер 10 квітня 1942 а в Копенгагені після нетривалої хвороби. Похований на кладовищі  Bispebjerg .
Шенстрьом написав автобіографію Fyrtårnet fortæller, яка вийшла вже після його смерті в 1943 році в Копенгагені.